# Forsyth, Missouri
Forsyth är administrativ huvudort i Taney County i Missouri. Orten har fått sitt namn efter politikern John Forsyth. Countyt grundades år 1837 och den utdragna tvisten om dess huvudort avgjordes år 1841 till Forsyths fördel. Därefeter uppstod orten runt domstolen på mark som donerades av John W. Danforth.